# Tartan Army

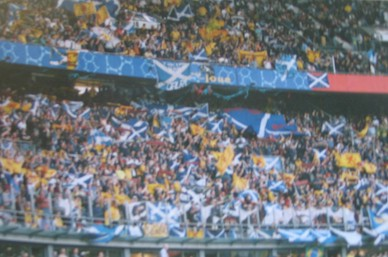
Tartan Army на матче открытия чемпионата мира 1998 года

Tartan Army (англ. Тартановая армия) — крупнейшая шотландская организация футбольных болельщиков, фан-клуб национальной сборной Шотландии. Известна как лауреат многочисленных премий международных организаций за поддержание дружелюбной атмосферы на матчах и проведение благотворительной работы, однако иногда подвергается критике за поведение (например, за освистывание гимна Великобритании).

## История

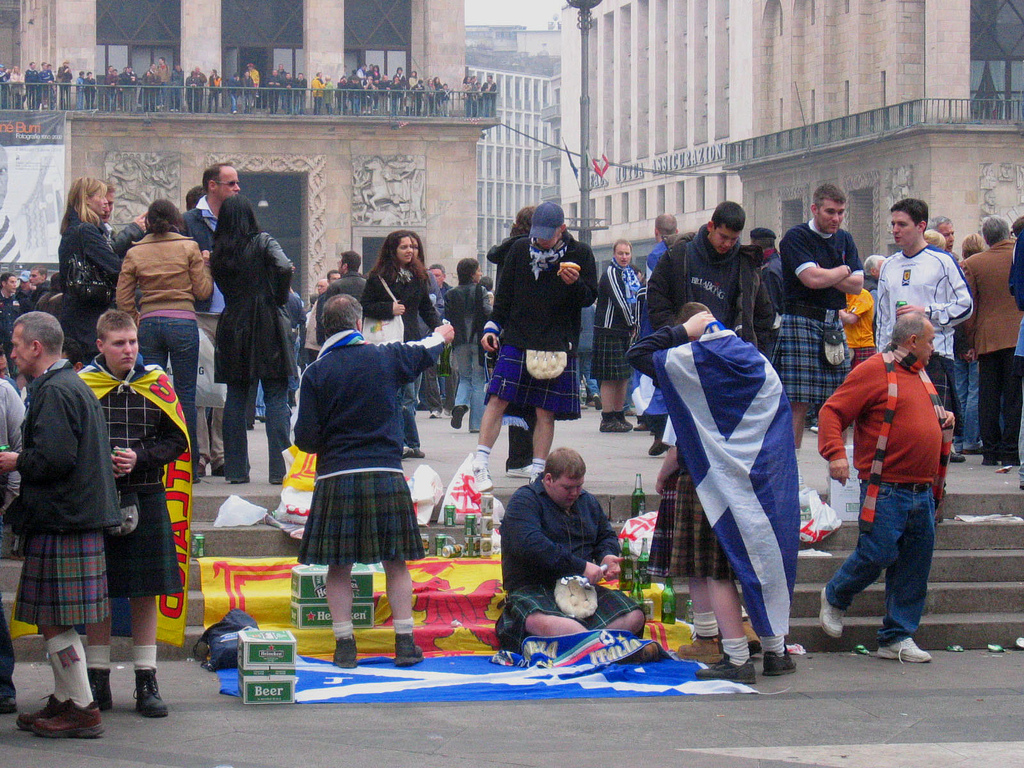
«Tartan Army» в Милане перед матчем против Италии, состоявшимся 26 марта 2005 года

### Предпосылки к образованию

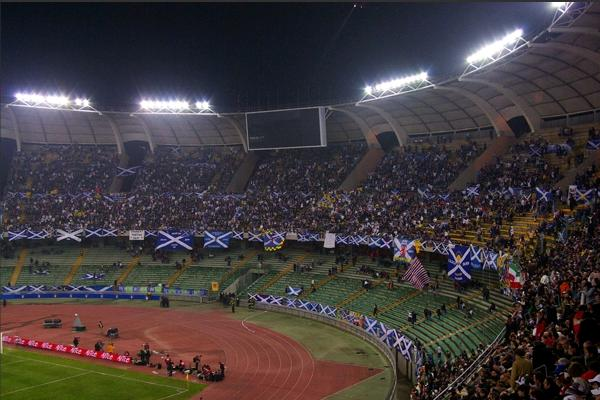
Шотландские фанаты в Бари перед матчем против Италии в рамках отбора на чемпионат Европы-2008

Тартан — часть шотландского национального костюма и один из символов Шотландии. Наименование «Тартановая армия» появилось в 1970-е годы и изначально применялось с презрительным оттенком в отношении пьяных футбольных фанатов, которые зачастую залезали на ограждения стадиона Хэмпден Парк или «Уэмбли». Шотландцев подвергали массовой обструкции за их поведение: так, в 1977 году после победы над Англией 2:1 они разгромили стадион «Уэмбли», попутно разломав ворота. В 1979 году во время матча Домашнего чемпионата между Англией и Шотландией на «Уэмбли» 144 человек были выдворены со стадиона за пьянство, хамское поведение и вандализм, а 349 человек были арестованы полицией. За поведение фанатов вынужден был извиняться лично министр спорта Шотландии Александр Макферсон Флетчер, который предложил создать Шотландский клуб путешественников (англ. Scotland Travel Club).

### Начало деятельности
Клуб был образован в 1980 году с целью улучшения поведения футбольных фанатов, совершавших выезды на матчи сборной. По мнению профессора Эрика Даннинга, шотландцы хотели показать себя с лучшей стороны, чем англичане, которые в 1980-е и 1990-е годы не решили вопрос футбольного хулиганства в стране. В будущем «Тартановая армия» стала лауреатом множества наград за свою поддержку на поле песнями и за дружелюбные намерения. Её первый выезд за рубеж состоялся в 1982 году на матчи чемпионата мира в Испании, которые прошли в «дружелюбной атмосфере». На чемпионате Европы 1992 года и чемпионате мира 1998 года шотландских фанатов признавали лучшей группой поддержки: по мнению Би-би-си, шотландские фанаты благодаря своей яркой внешности стали одним из основных моментов чемпионата мира во Франции.
Из-за постоянных беспорядков и вандализма со стороны футбольных хулиганов с 1989 года матчи Британского домашнего чемпионата были прекращены. В ноябре 1999 года между сборными в рамках отбора на Евро-2000 были сыграны два стыковых матчах, однако и они прошли не без серьёзных проблем. Так, 230 человек были арестованы полицией Стрэтклайда из-за беспорядков в Хэмпден Парке, а на Уэмбли встреча закончилась арестом 39 человек и госпитализацией 56 человек. Официально же полиция преуменьшила масштаб инцидентов. Свидетели сообщали, что во время игры в Глазго уровень беспорядков и преступности был ниже обычного, равно как и в Лондоне: Служба столичной полиции ввела политику «нулевой терпимости» к беспорядкам и преступлениям, вследствие чего большая часть фанатов вела себя прилично.

### 2000-е
«Tartan Army» получила приз Fair Play от Олимпийского комитета Бельгии после матча против сборной Бельгии в рамках квалификации к чемпионату мира 2002 года в Брюсселе, а также удостоилась приёма у мэра Загреба после игры против Хорватии в том же отборочном цикле. В апреле 2002 года Шотландия и Ирландия подали заявку на проведение Евро-2008, и Первый министр Шотландии Джек Макконнелл в качестве аргумента за проведение Евро в стране приводил всемирно известную репутацию «Тартановой армии», встречу с которой одобрили бы болельщики любой страны.
В 2005 году Клуб путешественников был преобразован в Клуб болельщиков Шотландии (англ. Scotland Supporters Club), в котором открылась и секция для молодёжи. Численность клуба насчитывала 17 тысяч человек на тот момент, а за время квалификации к Евро-2008 численность выросла до 27500 человек (ещё 10 тысяч заявок рассматривались в то время). В настоящее время Клубом управляет Шотландская футбольная ассоциация: членство в Клубе предоставляет гарантированно абонемент на домашние встречи и позволяет заказывать билеты на гостевые встречи. В августе 2010 года численность членов Клуба достигла 35 тысяч человек и приём заявок прекратился.

## Критика
В августе 2008 года исполнительный директор Ирландской футбольной ассоциации Говарэ Уэллс обвинил шотландских болельщиков в освистывании гимна Англии «God Save the Queen» («Боже, храни Королеву») перед матчем с Северной Ирландией. Шотландская футбольная ассоциация вынуждена была извиниться за то, что не провела нужную работу: её призывы фанатов не освистывать гимн не увенчались успехом. Также Правительство Шотландии обвинило «Tartan Army» в попытке запятнать репутацию Шотландии, однако в связи с тем, что матч против Северной Ирландии был товарищеским, санкций от УЕФА не последовало. Гимн Великобритании ранее исполнялся и перед матчами сборной Шотландии, но с 1970-х годов он не исполняется, так как его постоянно освистывали на матчах. В качестве гимна звучали сначала «Scotland the Brave», а затем и «Flower of Scotland». В сентябре 2010 года произошёл ещё один скандал на игре против Лихтенштейна: в связи с тем, что гимн Лихтенштейна «Oben am jungen Rhein» исполняется на ту же мелодию, что и гимн Англии, шотландцы опять освистали мелодию. Действующий исполнительный директор Шотландской футбольной ассоциации Джордж Пит вынужден был публично извиниться за подобные действия фанатов. Скандал повторился на Кубке наций 2011 года в игре против Северной Ирландии. Помимо этого, «Tartan Army» регулярно выступала против создания олимпийской сборной перед Олимпиадой в Лондоне, опасаясь, что Шотландия может утратить свой официальный статус в международном футболе.

## Структура
Согласно исследованию 1996 года, ранее ядром движения были фанаты «Глазго Рейнджерс», однако с 1980-х годов их роль снижалась постепенно. «Рейнджеры» составляют до 21% от членов «Тартановой армии», а фанаты «Селтика» (в основном католики с Западной Шотландии) составляют незначительную часть. По некоторым подсчётам, примерно два из пяти членов «Тартановой армии» — сторонники Шотландской национальной партии.

## Благотворительность
«Tartan Army» была номинирована на международную премию Scot в рамках церемонии выбора политика года в Шотландии газетой The Herald за свою благотворительную деятельность. Организации Tartan Army Children's Charity (TACC) и Tartan Army Sunshine Appeal (TASA) — официально зарегистрированные благотворительные фонды, которыми руководят футбольные болельщики. Средства из этого фонда идут в помощь детям с ограниченными возможностями. Организация Sunshine Appeal появилась в 2000 году после матча против Боснии, когда фанаты встретились с ребёнком по имени Кемалом Каричем, потерявшим ногу после осколочного ранения во время осады Сараево. С 2003 года организация TASA совершила более 50 выездов за рубеж на матчи сборной, где оказывала посильную помощь детям.
Организация TACC выделяла средства на оказание помощи слепым детям и детям с нарушениями опорно-двигательного аппарата из Украины, Грузии и Македонии. В 2009 году перед чемпионатом мира ФИФА ещё 30 тысяч фунтов стерлингов были направлены в Южную Африку. Шотландская футбольная ассоциация благодаря TACC организует поездки для шотландских детей на матчи в Хэмпден-Парк. Ежемесячно организуется пробежка TACC Kiltwalk протяжённостью 26 миль от стадиона Хэмпден Парк до озера Лок-Ломонд.

## Официальный тартан

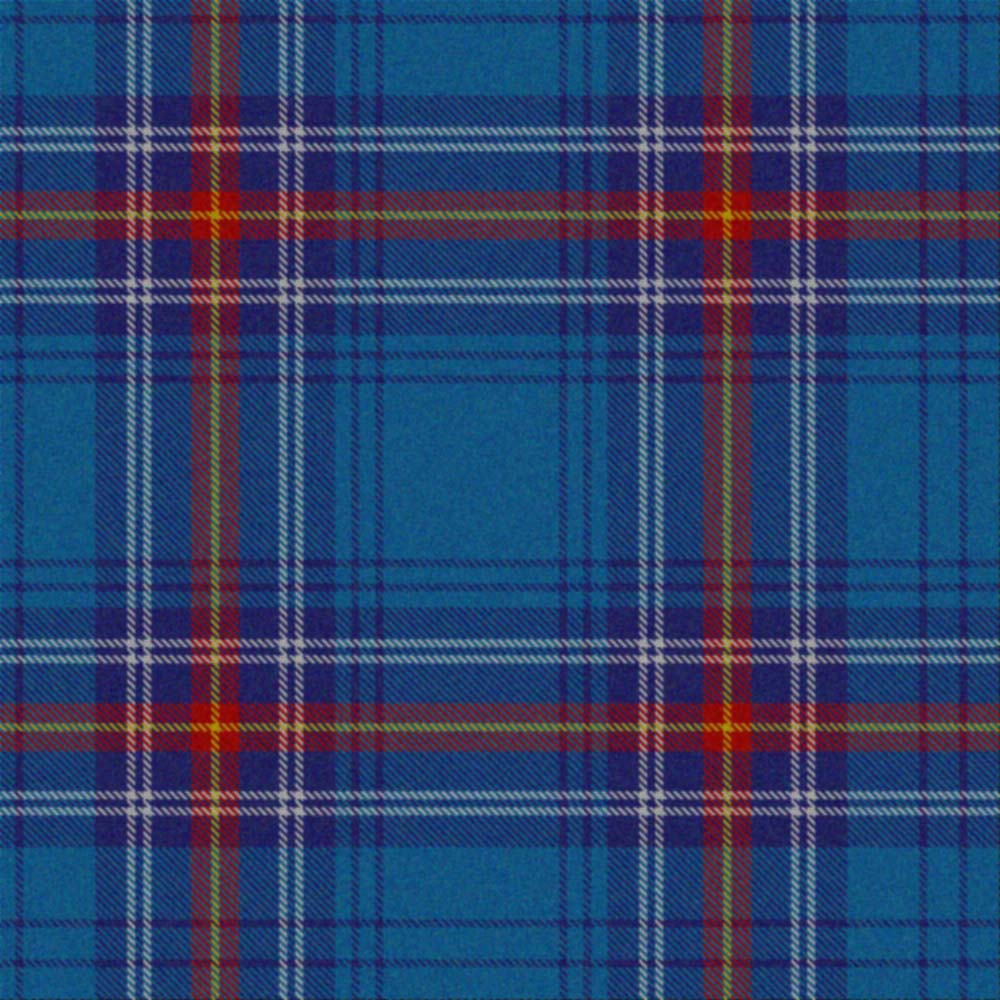
Тартан организации «Тартановая армия»

Иан и Алан Эди, бизнесмены из Шотландии, в 1997 году зарегистрировали торговую марку «Tartan Army» и обратились к Управлению шотландскими тартанами (Scottish Tartans Authority) с просьбой помочь им создать соответствующий тартан для фанатской организации. Кит Ламсден разработал корпоративный тартан, зарегистрированный 1 марта 1997 под номером 2389 Управлением шотландскими тартанами и Всемирного реестра шотландских тартанов. Выбранные цвета:
- Balmoral Blue
- Torea Bay
- Freedom Red
- Gainsboro White
- Golden Poppy

По данным Общества шотландских тартанов, цвета близки к тартану Стюартов и Чёрной стражи (фон). Эти цвета использовались болельщиками на чемпионате мира во Франции.